# Мадиха Котб
Мадиха Эль Мехельми Котб — канадский инженер, бывший президент Американского общества инженеров-механиков (занимала должность в 2013-2014 гг.).

## Биография
Родилась в 1953 году в городе Гиза, Египет. Котб посещала французский лицей Каира и в начале 1970-х годов изучала материаловедение в Американском университете в Каире. Переехала в Канаду в 1974 году, где продолжила учёбу в университете Конкордия, Монреаль, Квебек. Там же в 1976 году получила степень бакалавра в области машиностроения, а в начале 1980-х — степень магистра в той же области. 

В 1990-х годах она присоединилась к Régie du bâtiment, и в 2013 году возглавила отдел технического обслуживания сосудов высокого давления.
С 1989 по 2015 год Котб также работала в Канадском национальном совете инспекторов котлов и сосудов высокого давления, а в 2013 и 2014 годах была президентом Американского общества инженеров-механиков.

## Избранные публикации
- Котб, Мадиха Махмуд, Bounce response of Canadian MAGLEV vehicle under periodic and stochastic excitations from the guideways. университет Конкордия, 1980.